# Cosmoconus genalis
Cosmoconus genalis är en stekelart som först beskrevs av Gabriel Strobl 1903.  Cosmoconus genalis ingår i släktet Cosmoconus och familjen brokparasitsteklar. Inga underarter finns listade i Catalogue of Life.